# Ula (Ula) flavidibasis
Ula (Ula) flavidibasis is een tweevleugelige uit de familie Pediciidae. De soort komt voor in het Oriëntaals gebied.